# Buchnerodendron
Buchnerodendron is een geslacht uit de familie Achariaceae. De soorten uit het geslacht komen voor in tropisch Afrika.

## Soorten
- Buchnerodendron lasiocalyx (Oliv.) Gilg
- Buchnerodendron speciosum Gürke